# Heide (Heidkamp)
Heide ist ein ehemaliger Ortsteil im heutigen Stadtteil Heidkamp der Stadt Bergisch Gladbach  im Rheinisch-Bergischen Kreis.

## Lage und Beschreibung
Heide lag an der heutigen Straße Gewerbehof zwischen Waarde, Braken und Eulenburg in der Nähe der Großen Weiher.

## Geschichte
Die Ortslage wurde 1730 als in der Heide erwähnt. Die Topographia Ducatus Montani des Erich Philipp Ploennies, Blatt Amt Porz, belegt, dass der Wohnplatz 1715 als gemeiner Hof kategorisiert wurde und mit Heiden bezeichnet wurde. Carl Friedrich von Wiebeking benennt die Hofschaft auf seiner Charte des Herzogthums Berg 1789 als Heyd. Aus ihr geht hervor, dass Heide zu dieser Zeit Teil der Honschaft Gladbach im gleichnamigen Kirchspiel war.
Unter der französischen Verwaltung zwischen 1806 und 1813 wurde das Amt Porz aufgelöst und Heide wurde politisch der Mairie Gladbach im Kanton Bensberg zugeordnet. 1816 wandelten die Preußen die Mairie zur Bürgermeisterei Gladbach im Kreis Mülheim am Rhein. Mit der Rheinischen Städteordnung wurde Gladbach 1856 Stadt, die dann 1863 den Zusatz Bergisch bekam.
Mit dem Bau der Bensberg-Gladbacher Zinkhütte wandelte sich die Heidelandschaft mehr und mehr in ein Gewerbe- und Industriegebiet. Bei Heide entstand ein Gleisanschluss für die Sülztalbahn.
Der Ort ist auf der Topographischen Aufnahme der Rheinlande von 1824 als Heid und auf der Preußischen Uraufnahme von 1840 als Heide verzeichnet. Ab der Preußischen Neuaufnahme von 1892 bis 1969 ist er auf Messtischblättern regelmäßig als Sanderheide oder ohne Namen verzeichnet.
Spätestens zwischen 1969 und 1974 wurde das Gelände für gewerbliche bzw. industrielle Zwecke genutzt, die Wohnbebauung verschwand vollständig.
| Jahr | Einwohner | Wohn- gebäude | Kategorie | abw. Bezeichnung |
| ---- | --------- | ------------- | --------- | ---------------- |
| 1830 | 28        |               | Hofstelle | Heiden           |
| 1845 | 46        | 5             | Hofstelle | Heiden           |
| 1871 | 116       | 15            | Hofstelle |                  |